# Filderstadt
Filderstadt est une ville située au centre du Land de Bade-Wurtemberg, au sud de Stuttgart. La ville est née d'une réforme communale en 1975 et comptait dès le début plus de 20 000 habitants. En juillet 1976 elle a été déclarée grande ville d'arrondissement. Elle compte aujourd'hui plus de 45 000 habitants.

## Géographie
Filderstadt se situe sur le plateau du Filder entre 327 et 474 mètres d'altitude. Le nom de la ville, de même que celui de ce plateau, est dérivé du mot allemand Gefilde qui désigne un paysage accueillant.
À son bord ouest au quartier de Plattenhardt, on trouve un parc naturel, le Naturpark Schönbuch.
Le Jura souabe est visible depuis la ville.
Filderstadt est divisée en 5 quartiers :
- Bernhausen au nord ;
- Sielmingen à l'est ;
- Harthausen au sud-est ;
- Bonlanden au sud ;
- Plattenhardt au sud-ouest.

### Communes voisines
Stuttgart, Neuhausen auf den Fildern, Wolfschlugen, Aichtal, Waldenbuch, Leinfelden-Echterdingen.

## Transports
L'aéroport de Stuttgart est situé au nord de Filderstadt, une partie de ses infrastructures est située sur le terrain de la ville, dans le quartier de Bernhausen.
L'autoroute allemande 8 passe au nord de la ville.
Filderstadt est reliée à la ville de Stuttgart par une ligne de S-Bahn (réseau ferroviaire régional).

## Loisirs
Depuis plus de 10 ans maintenant la ville de Filderstadt œuvre pour promouvoir la pratique du vélo, activité très répandue en Allemagne. Dans les années 1990 une équipe projet a même été montée afin de développer les infrastructures cyclables en tenant compte de la protection de l’environnement et du développement de l’urbanisme et en coordination avec l’État du Bade-Wurtemberg.
La ville organise tout au long de l’année des manifestations autour de cette activité. Des sorties pour tout âge et tout niveau, ainsi que des sorties plus ludiques pour découvrir les fermes des environs ou faire un barbecue après une petite balade dans la campagne.
Enfin on peut se procurer une carte au 25 000 avec toutes les pistes cyclables éditée par la municipalité de Filderstadt. La dernière édition date du mois d’août 2006.

## Jumelages
- Dombasle-sur-Meurthe France dans le département de Meurthe-et-Moselle en 1972
- La Souterraine France dans le département de la Creuse en 1972
- Poltava en Ukraine en 1987
- Oschatz Allemagne dans la Saxe en 1990
- Selby Angleterre dans le Yorkshire du Nord en 2002
- Dornach Suisse
- Arlesheim Suisse
- Waldfischbach-Burgalben Allemagne dans la Rhénanie-Palatinat
- Carentan France